# Euptychia magdalena
Euptychia magdalena är en fjärilsart som beskrevs av Hayward 1957. Euptychia magdalena ingår i släktet Euptychia och familjen praktfjärilar. Inga underarter finns listade i Catalogue of Life.